# Economia da Guiné
A economia da Guiné é a de um dos países mais pobres do mundo e depende da ajuda internacional. Na verdade, o produto interno bruto diminuiu 16% na década de 1990.
A agricultura, que emprega cerca de 80% da força de trabalho disponível no país, tem a castanha de caju e o algodão como seus principais produtos.
A Guiné é, no entanto, um país rico em reservas minerais, entre as quais se destaca a bauxita, que representa um terço do total mundial. Outros minerais que se destacam são: ferro, do qual se estima que sejam 1,8 bilhão de toneladas; grandes depósitos de ouro e diamantes; e uma quantidade indeterminada de urânio.
A emissão de selos postais, principalmente destinados à coleta filatélica, é também uma importante fonte de receita para sua economia.

## Comércio exterior
Em 2018, o país foi o 125º maior exportador do mundo (US $ 4,5 bilhões em mercadorias, menos de 0,1% do total mundial). Já nas importações, em 2019, foi o 137º maior importador do mundo: US $ 4,1 bilhões.

## Setor primário

### Agricultura
A Guiné produziu, em 2019:
- 2,6 milhões de toneladas de arroz;
- 2,1 milhões de toneladas de mandioca;
- 957 mil toneladas de amendoim;
- 871 mil toneladas de milho;
- 847 mil toneladas de óleo de palma;
- 720 mil toneladas de banana;
- 530 mil toneladas de fonio;
- 311 mil toneladas de cana-de-açúcar;
- 281 mil toneladas de batata doce;
- 223 mil toneladas de milhete;
- 195 mil toneladas de inhame;
- 172 mil toneladas de manga (incluindo mangostim e goiaba);
- 162 mil toneladas de batata;
- 139 mil toneladas de abacaxi;
- 43 mil toneladas de algodão;
- 42 mil toneladas de café;
- 21 mil toneladas de castanha de caju;
- 17 mil toneladas de cacau;
- 2,3 mil toneladas de tabaco;

Além de outras produções de outros produtos agrícolas. Produtos como algodão, café, castanha de caju, cacau e tabaco são produtos de alto valor, voltados à exportação.

### Pecuária
Na pecuária, a Guiné produziu, em 2019, 225 milhões de litros de leite de vaca, 39 milhões de litros de leite de cabra, 15 milhões de litros de leite de ovelha, 99 mil toneladas de carne bovina, 16 mil toneladas de carne de cabra, 11 mil toneladas de carne de frango, 8,9 mil toneladas de carne de cordeiro, entre outros.

## Setor secundário

### Indústria
O Banco Mundial lista os principais países produtores a cada ano, com base no valor total da produção. Pela lista de 2019, a Guiné tinha a 135ª indústria mais valiosa do mundo (US $ 1,2 bilhões).
Em 2018, o país foi o 7º maior produtor mundial de óleo de amendoim (110 mil toneladas). 

### Mineração
Em 2019, o país era o 3º maior produtor mundial de bauxita.